# 加瑟勒戈德县
加瑟勒戈德县（Kasaragod district）是印度喀拉拉邦的一個縣，位於該國西南部，面積1,902平方公里，每年平均降雨量3,461毫米，2011年人口1,302,600，人口密度每平方公里685人。